# 조흡 고신왕지 (육군사관학교)
조흡 고신왕지(曺恰 告身王旨)는 조선 태종 때의 왕지이다. 1995년 7월 19일 대한민국 보물 제1226호로 지정되었다.

## 개요
이 왕지는 태종 6년(1406년) 윤7월 13일 조흡(曺恰, ?∼1249년)에게 가선대부(嘉善大夫) 좌군도총제부 동지총제의 벼슬을 임명한 것이다. 조흡은 본관이 창녕(昌寧)으로 고려말 문하시중(門下侍中)을 지내고 창성부원군(昌城府院君)에 봉해진 조민수(曺敏修, ?∼1390)의 손자이다. 정종 2년(1400년) '제2차 왕자의 난' 때 공을 세워 태종 1년(1401) 공신전(功臣田)을 사급(賜給)받고 무관의 요직에 발탁되었던 사람이다. 왕지는 국왕이 신하에게 내리는 사령장을 말하는데, 조선 세종 말부터는 교지(敎旨)라는 명칭으로 바뀌기 시작했다.
왕지는 양질의 장지에 초서로 여섯 줄에 쓰여 있으며, 말미의 기년(紀年) 부분에는 '朝鮮國王之寶(조선국왕지보)'이라는 새보(璽寶)가 찍혀있다. 조선시대의 왕지나 교지에 찍은 새보는 태조 연간에는 '朝鮮王寶(조선왕보)'를 사용하였고 태종 연간부터는 주로 '조선국왕지보'를 사용했으며, 대략 성종연간 이후로는 '施命之寶(시명지보)'로 대체되었다. 이러한 점에서 이 왕지는 1409년·1425년 조흡에게 발급된 또 다른 왕지(보물 제898호·제897호) 및 1401년 발급된 사패왕지(賜牌王旨, 보물 제899호)와 함께 조선 초기 왕지의 전형적인 사례로서 문서형식과 관제 및 새보 제도를 살필 수 있는 중요한 일련 자료이다.

## 참고 자료
- 조흡 고신왕지 - 국가유산청 국가유산포털

 본 문서에는 서울특별시에서 지식공유 프로젝트를 통해 퍼블릭 도메인으로 공개한 저작물을 기초로 작성된 내용이 포함되어 있습니다.